# 222
| [ Edytuj tabelę ] |                                                                 |
| Władca Korei      | - 197 Sansang 227                                               |
| Papież            | - 217 Hipolit Rzymski 235 - 217 Kalikst I 222 - 222 Urban I 230 |
| Król Partów       | - 208 Wologazes VI 228 - 216 Artabanus IV 224                   |
| Cesarz Rzymu      | - 218 Heliogabal 222 - 222 Aleksander Sewer 235                 |

Rok 222 / CCXXII
stulecia: II wiek ~
III wiek ~
IV wiek

lata: 212 «
217 «
218 «
219 «
220 «
221 «
222
» 223
» 224
» 225
» 226
» 227
» 232

## Wydarzenia
- 11 marca – w Rzymie pretorianie zamordowali cesarza Heliogabala, jego matkę Julię i jego męża [sic] Hieroklesa. Aleksander Sewer został cesarzem rzymskim.
- Papież Kalikst I najprawdopodobniej zginął w zamieszkach na Zatybrzu.
- Urban I został papieżem.
- W bitwie pod Yiling w Chinach wojska Wu pobiły Shu Han.

## Zmarli
- 11 marca –
  - Heliogabal, cesarz rzymski, zamordowany (ur. 204).
  - Hierokles, grecki niewolnik, woźnica, kochanek i oficjalnie mąż Heliogabala.
  - Julia Soemias, matka Heliogabala (ur. 180).
- Kalikst I, biskup (papież) Rzymu.
- Waleriusz Comazon Eutychianus, rzymski oficer.